# 光天 (南汉)
光天（942年四月—943年二月）是南汉殤帝劉玢的年号，共计2年。

## 改元
- 大有十五年——三月二十三日，南漢高祖去世，南漢殤帝劉玢即位，改元光天元年。[2][3][4][5][6]
- 光天二年——三月八日，南漢殤帝被殺。九日，南漢中宗劉晟繼位，改元應乾元年。[7][8][4][9][10]

## 紀年對照表
| 光天 | 元年  | 二年  |
| ---- | ----- | ----- |
| 公元 | 942年 | 943年 |
| 干支 | 壬寅  | 癸卯  |

## 同期存在的其他政权年号
- 中國
  - 天福（936年－944年）：後晉—石敬瑭之年號
  - 昇元（937年－943年）：南唐—李昪之年號
  - 永隆（939年－943年）：閩—王延羲之年號
  - 天德（943年－945年）：殷—王延政之年號
  - 永樂（942年－943年）：南漢時期—張遇賢之年號
  - 广政（938年－965年）：後蜀—孟昶之年號
  - 會同（938年－947年）：契丹—耶律德光之年號
  - 文德（938年－944年）：大理—段思平之年號
  - 同慶（912年－966年）：于闐—尉遲烏僧波之年號
- 日本
  - 天慶（938年－947年）：朱雀天皇、村上天皇之年号

## 參看
- 中國年號索引
- 其他政权使用的光天年号

## 深入閱讀
- 李崇智. . 北京: 中華書局. 2004年12月. ISBN 7101025129.
- 鄧洪波. . 臺北: 國立臺灣大學東亞經典與文化研究計劃. 2005年3月  [2022-01-03]. ISBN 9789860005189. （原始内容 (pdf)存档于2007-08-25）.

| 前一年號： 大有 | 南汉年号 942年－943年 | 下一年號： 应乾 |